# مارك كروس
مارك كروس (بالإنجليزية: Mark Cross)‏ هو طبال بريطاني، ولد في 2 أغسطس 1965 في لندن في المملكة المتحدة.

## وصلات خارجية
- مارك كروس على موقع ميوزك برينز (الإنجليزية)
- مارك كروس على موقع ديسكوغز (الإنجليزية)